# Coronel Fabriciano
Coronel Fabriciano és una ciutat del Brasil de l'estat de Minas Gerais. Amb una població d'105.037 habitants el 2009.
|  |  |  |